# موز کوهستانی
موز کوهستانی (نام علمی: Musa monticola) نام یک گونه از سرده موز است که متعلق به تیره میوزیشی می‌باشد.